# Championnat de Suisse de football de deuxième division 1954-1955
Le championnat de Suisse de football de Ligue nationale B 1954-1955 a vu la victoire de l'Urania Genève Sport.

## Format
Le championnat se compose de 14 équipes. Les deux premiers sont promus en Ligue nationale A. Les deux derniers sont relégués en 1e Ligue.

## Classement final
| Place | Club                      | Pts | J  | V  | N  | D  | Buts + | Buts - | Diff. |
| 1er   | Urania Genève Sport       | 37  | 26 | 16 | 5  | 5  | 51     | 35     | +16   |
| 2e    | FC Schaffhouse 1          | 32  | 26 | 13 | 6  | 7  | 50     | 37     | +13   |
| 3e    | FC Bienne 1               | 32  | 26 | 15 | 2  | 9  | 63     | 40     | +23   |
| 4e    | FC Nordstern Bâle         | 31  | 26 | 14 | 3  | 9  | 54     | 43     | +11   |
| 5e    | Étoile Sportive FC Malley | 30  | 26 | 13 | 4  | 9  | 64     | 54     | +10   |
| 6e    | Young Fellows Zurich      | 28  | 26 | 11 | 6  | 9  | 51     | 45     | +6    |
| 7e    | FC Winterthur             | 27  | 26 | 12 | 3  | 11 | 72     | 66     | +6    |
| 8e    | FC Cantonal Neuchâtel     | 25  | 26 | 11 | 3  | 12 | 54     | 56     | -2    |
| 9e    | FC Saint-Gall             | 24  | 26 | 11 | 2  | 13 | 49     | 57     | -8    |
| 10e   | FC Blue Stars Zurich      | 23  | 26 | 6  | 11 | 9  | 44     | 51     | -7    |
| 11e   | FC Soleure                | 22  | 26 | 8  | 6  | 12 | 49     | 52     | -3    |
| 12e   | FC Berne 2                | 20  | 26 | 7  | 6  | 13 | 37     | 48     | -11   |
| 13e   | FC Locarno 2              | 20  | 26 | 5  | 10 | 11 | 39     | 54     | -15   |
| 14e   | Yverdon-Sport FC          | 13  | 26 | 3  | 7  | 16 | 25     | 64     | -39   |

1 Le FC Schaffhouse et le FC Bienne ayant terminé avec le même nombre de points, un match de barrage sera nécessaire pour les départager.

2 Le FC Berne et le FC Locarno ayant terminé avec le même nombre de points, un match de barrage sera nécessaire pour les départager.

## À l'issue de la saison

### Match de barrage
| Date         | Vainqueur      | Finaliste | Score | Lieu |  |
| 19 juin 1955 | FC Schaffhouse | FC Bienne | 2 - 1 | Bâle |  |

### Promotions
- L'Urania Genève Sport et le FC Schaffhouse sont promus en Ligue nationale A
- Le FC Rapid Lugano et le FC Lengnau rejoignent la Ligue nationale B

### Match de barrage
| Date         | Vainqueur | Finaliste  | Score | Lieu    |  |
| 19 juin 1955 | FC Berne  | FC Locarno | 2 - 1 | Lucerne |  |

### Relégations
- Le FC Thoune et le FC Lucerne sont relégués en Ligue nationale B
- Le FC Locarno et le FC Berne sont relégués en 1e Ligue

## Résultats complets
- RSSSF